# پیشگامان متن‌باز

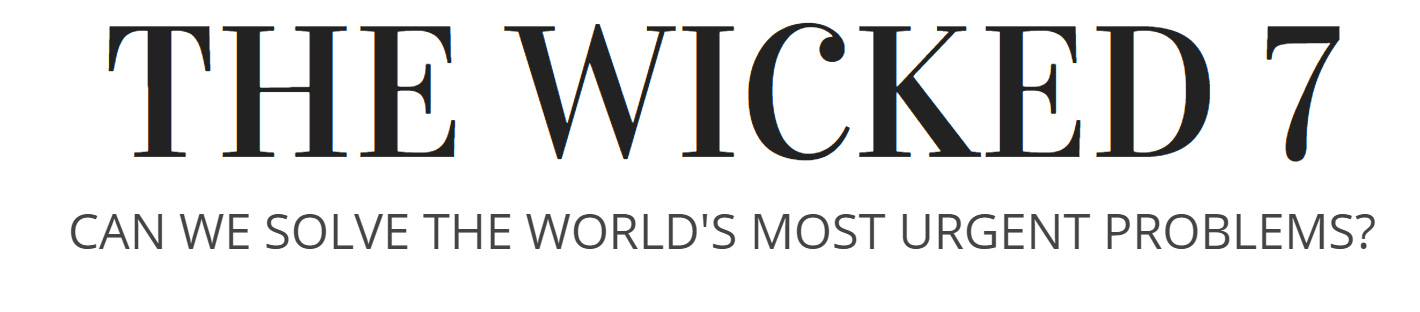
پیشگامان متن‌باز

پیشگامان متن‌باز سازمانی ناسودبر است که برای تبلیغ نرم‌افزار متن‌باز اختصاص داده شده‌است.
این سازمان در فوریه ۱۹۹۸ توسط اریک ریموند و بروس پرنس (به انگلیسی: Bruce Perens) راه اندازی شد. شرکت نت‌اسکیپ آن را به منظور ارائه کدهای منبع فلگ شیپ (به انگلیسی: flagship) نت‌اسکیپ کامیونیکیتور (به انگلیسی: Netscape Communicator) گسترش داد.

## تاریخچه
به عنوان یک کمپین، "متن باز " در ۱۹۹۸ توسط جان مدداگ هال، لری آگوستین، اریک ریموند، بروس پرنس و دیگران آغاز به کار کرد.
گروه تعریف متن باز را برای نرم‌افزار منبع-باز براساس رهنمودهای نرم‌افزار آزاد دبیان اتخاذ کرد. آن‌ها همچنین پیشگامان متن باز را به عنوان یک سازمان ناظر برای جنبش پایه‌گذاری کردند. به هر حال آن‌ها در مسیر تلاش برای ایمن‌سازی یک علامت تجاری برای 'متن باز'که بتوان با آن استفاده از این اصطلاح را کنترل کرد، شکست خوردند. در ۲۰۰۸، در یک حرکت علنی، برای اصلاح مدیریت سازمان، پیشگامان متن باز ۵۰ نفر را برای پیوستن به یک گروه "اعضا هیئت مدیره" دعوت کردند؛ که در ۲۶ ژوئیه ۲۰۰۸، ۴۲ نفر از دعوت شدگان اصلی دعوت را پذیرفتند. تمام اعضای هیئت مدیره هیچگاه به‌طور علنی اعلام نشد و اعضای هیئت منصفه از طریق یک فهرست پستی اشتراک-بسته تحت عنوان "گفتگو پیشگامان متن-باز "با یکدیگر در ارتباط بودند؛ و آرشیو آن به صورت غیرعمومی بود.
در ۲۰۱۲، تحت رهبری پیشگامان متن باز و سیمون فیپس، OSI آغاز به انتقال به سمت ساختار مدیریتی عضومحور حرکت کرد.OSI یک برنامه عضویت درونی سازمانی را برای "خیریه غیرانتفاعی به رسمیت شناخته شده و انجمن‌های صنعتی بدون منفعت و موسسات آکادمیک در سراسر دنیا " را آغاز کرد. متعاقباً OSI یک برنامه عضویت فردی را اطلاع‌رسانیو تعدادی از اسپانسرهای همکاری کننده را لیست کرد.
در ۸ نوامبر ۲۰۱۳، OSI پاتریک میسون رابه عنوان مدیرکل خود منصوب کرد.

## ارتباط با جنبش نرم‌افزار آزاد
هر دو جنبش نرم‌افزار آزاد مدرن و پیشگامان متن باز از تاریخچه همسانی مشتمل بر یونیکس، نرم‌افزار آزاداینترنت و فرهنگ هکرها زاده شدند، اما هدف بنیادی و فلسفه آن‌ها متفاوت است. گروه پیشگامان متن باز اصطلاح «متن باز» را براساس حرف مایکل تایمن انتخاب کردند که می‌گوید: «رویکرد اخلاقی و متضادی که همراه نرم‌افزار آزاد هست را رها کنید و در عوض ایده‌های متن باز را که عملگرا، واقع بینانه و تجاری هستند را ارتقا دهید.»
در حدود ۱۹۹۹، پرنس بنیانگذار OSI به اختلافی که میان حامیان بنیاد نرم‌افزار آزاد و OSI در حال توسعه بود که به دلیل تفاوت‌های این دو رویکرد ایجاد شده بود اعتراض کرد. (پرنس امیدوار بود که OSI صرفاً به عنوان "معارفه " ای به اصولFSF برای غیر هکرها به کار رود. ریچارد استالمن بنیانگذار FSF به شدت OSI را برای تمرکز عملیاتیش و برای نادیده گرفتن آنچه که او به عنوان «ضرورت اخلاقی» می‌شناخت و نقض «آزادی» تحت نرم‌افزار آزاد آنطور که او تعریف کرده بود، نقد می‌کرد. با اینحال، استالمن جنبش نرم‌افزار آزاد و پیشگامان متن باز را دو کمپ جدا که در یک صفحه انجمن نرم‌افزار آزاد توصیف می‌کرد؛ و همین‌طور اعلان می‌کرد که بر خلاف تفاوت‌های فلسفی، طرفداران متن باز و نرم‌افزار آزاد اغلب بایکدیگر بر روی پروژه‌های واقعی کار می‌کنند.

## اعضای هیئت مدیره
تا آوریل ۲۰۱۹، اعضای هیئت مدیره پیشگامان متن بار افراد زیر می‌باشند:
- پاملا چستک
- هنگ فو دانگ
- مولی د بلان
- کریستین هال
- النا هشمن
- کریس لامب
- فیدون لیمبوتس
- پاتریک ماسون
- سایمون فیپس (مدیر)
- آلیسون رندال
- جاش سیمونز
- کارول اسمیت

و لیست اعضای گذشته هیئت مدیره شامل موارد زیر می‌شود:
- مت آسای
- براون بلاندورف